# Johannes Minckwitz (filológus)
Johannes Minckwitz (Lückersdorf (Felső-Luzsica), 1812. január 21. – Neuenheim (Heidelberg mellett), 1885. december 29.) német filológus és műfordító.

## Élete
Tanulmányait Lipcsében végezte, ahol 1885-ben egyetemi magántanár, 1861-ben pedig rendkivüli tanár lett. A nagy közönségnek szánt tudományos kézikönyvei sok kiadást értek, így különösen Lehrbuch der deutschen Verskunst (1844); Taschenwörterbudh der Mythologie aller Völker (1852) stb. Igen jól sikerültek műfordításai, melyekkel a görög költők (Aiszkhülosz, Szophoklész, Euripidész, Arisztophanész, Pindarosz stb.) remekeit tartalmi és alaki hűséggel ültette át németre. Minckwitz nagy tisztelője és híve volt August von Platennek, akinek életrajzát is megírta: Platen als Dichter und Mensch (1838).